# Commodore Amiga 2000

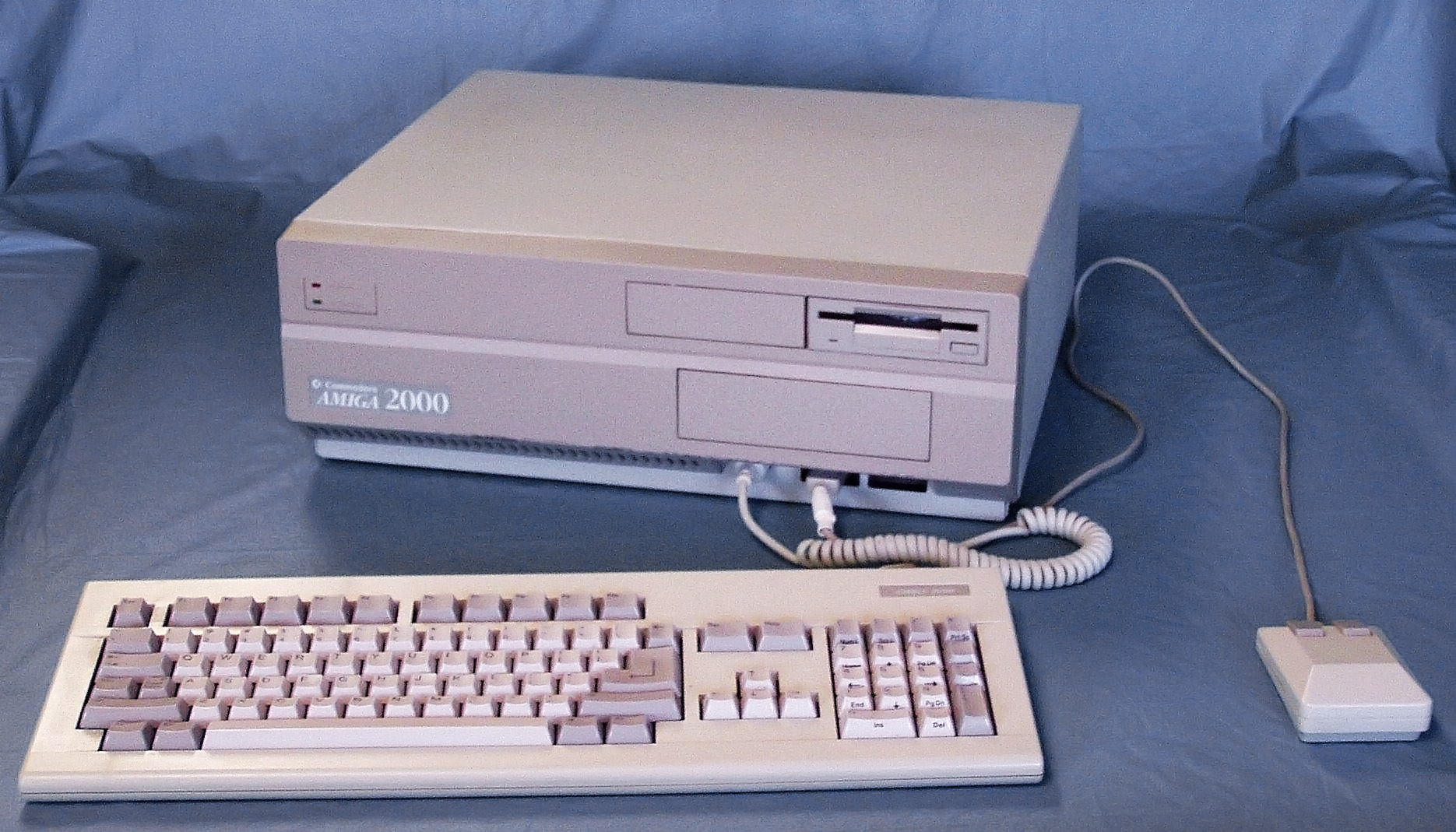
Commodore Amiga 2000.

El Commodore Amiga 2000, también conocido como el A2000, es una computadora personal lanzada por Commodore en marzo de 1987, aproximadamente al mismo tiempo que el modelo de bajo rango A500. A pesar de estar orientado al segmento alto del mercado, técnicamente era muy similar al A500, de hecho tan similar que la revisión A2000B estuvo basada directamente en el diseño de este. El A2000 superaba al A500 con una carcasa más grande y con espacio para cinco ranuras de expansión Zorro II, dos ranuras ISA de 16 bits, un zócalo de actualización del procesador y un reloj alimentado por una batería.
Es reseñable que, al igual que el Amiga 1000 y a diferencia del Amiga 500, el A2000 venía en una carcasa de sobremesa con un teclado separado. La carcasa era más parecida a la de un PC que a la de un A1000, ya que no tenía un espacio inferior para ocultar el teclado.
El A2000 fue sucedido por el Amiga 3000 en 1990.

## Especificaciones técnicas
- CPU: Motorola  68000 (7.16 MHz NTSC, 7.09 MHz PAL)

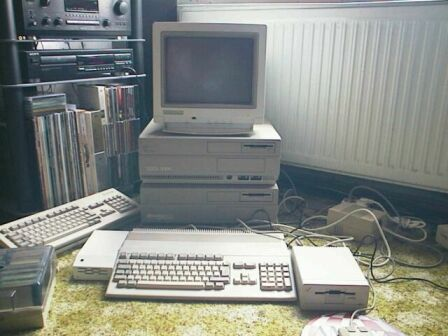
Commodore Amiga 2000, Amiga 500.

- Chipset: OCS (Original ChipSet), en 1991 reemplazado por un modelo con el ECS (Enhanced Chip Set).
- RAM: 1 MB
- ROM: 256 KB (inicialmente con el Kickstart  1.2, en 1987 actualizado al Kickstart 1.3), 512 KB (Kickstart 2.0, modelo A2000C)
- 5 ranuras internas Zorro II (16 bits, AutoConfig)
- 2 ranuras internas ISA de 16 bits (Inactivas por defecto, sólo utilizables cuando está instalada una tarjeta puente para emulación de PC o un puente de bus)
- 2 ranuras internas ISA de 8 bits (también inactivas, en algunos modelos podían ser adaptados conectores de extensión, actualizando estas ranuras a 16 bits)
- 1 ranura internas de expansión para tarjetas de CPU. (Motorola 68020, 68030 o 68040)
- 1 puerto paralelo (SSP)
- 1 puerto serie RS232
- 2 bahías para unidades de 3.5"
- 1 bahía para unidades de 5.25"

Commodore UK vendió una variante del A2000, el A1500, el cual incluía dos unidades de disquete, 1 MB de RAM, el chipset ECS y el AmigaOS  2.04.